# Cor van Gulik
Cornelius Theresia (Cor) van Gulik (Zevenbergen, 13 augustus 1938 - 4 maart 2025) is een Nederlandse beeldhouwer, schilder, graficus en tekenaar.

## Leven en werk
Van Gulik studeerde bij Jan Sleper aan de Academie voor Beeldende Kunsten Sint-Joost in Breda en met een Ary Scheffer Prijs een jaar aan het Nationaal Hoger Instituut voor Schone Kunsten in Antwerpen.
Van Gulik ontving in 1994 de Jacob Hartogprijs. Vanaf 1995 geeft hij schilderles in het Open Atelier van de sectie Amateurkunst van de Culturele Raad Papendrecht.

## Werken (selectie)
- Ordening[2]
- Schapenkoppen (1967),[3] Laan der Verenigde Naties, Dordrecht
- De lus, Burgemeester Doumaweg, Zwijndrecht
- Touwspringen (1976), Maasstraat, Dordrecht
- Vogel (1983), Oranjelaan, Dordrecht
- Steltloper (1983), Maasstraat, Dordrecht
- Jurk (1985), Beeldenpark Zwijndrecht, Zwijndrecht
- Zonder titel, (1988), wandsculptuur Brouwersdijk, Dordrecht
- Vroeger was het water blauw (1991), OBS De Bever, Dordrecht (wacht thans op herplaatsing)

## Fotogalerij

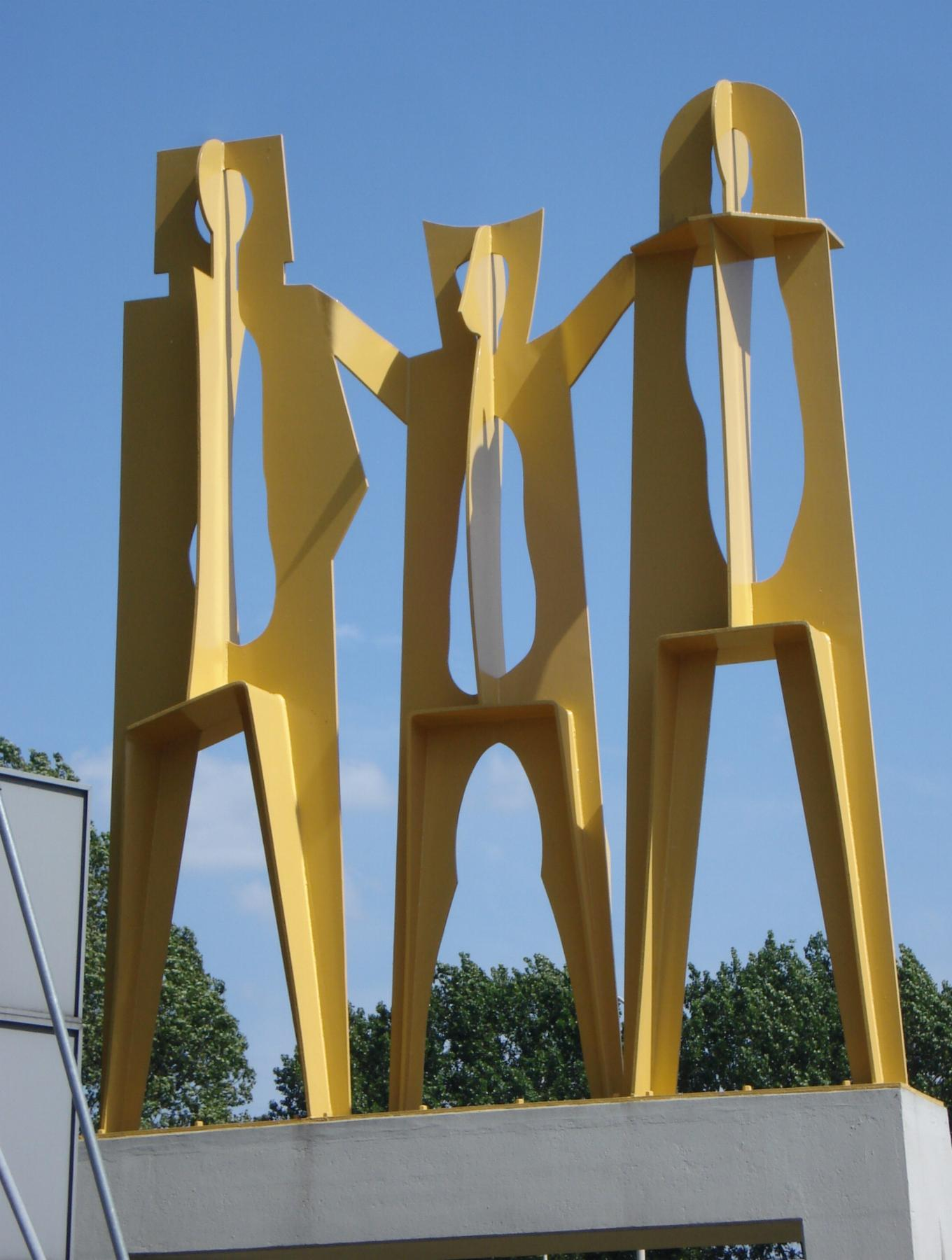
Schapenkoppen (1967), Dordrecht
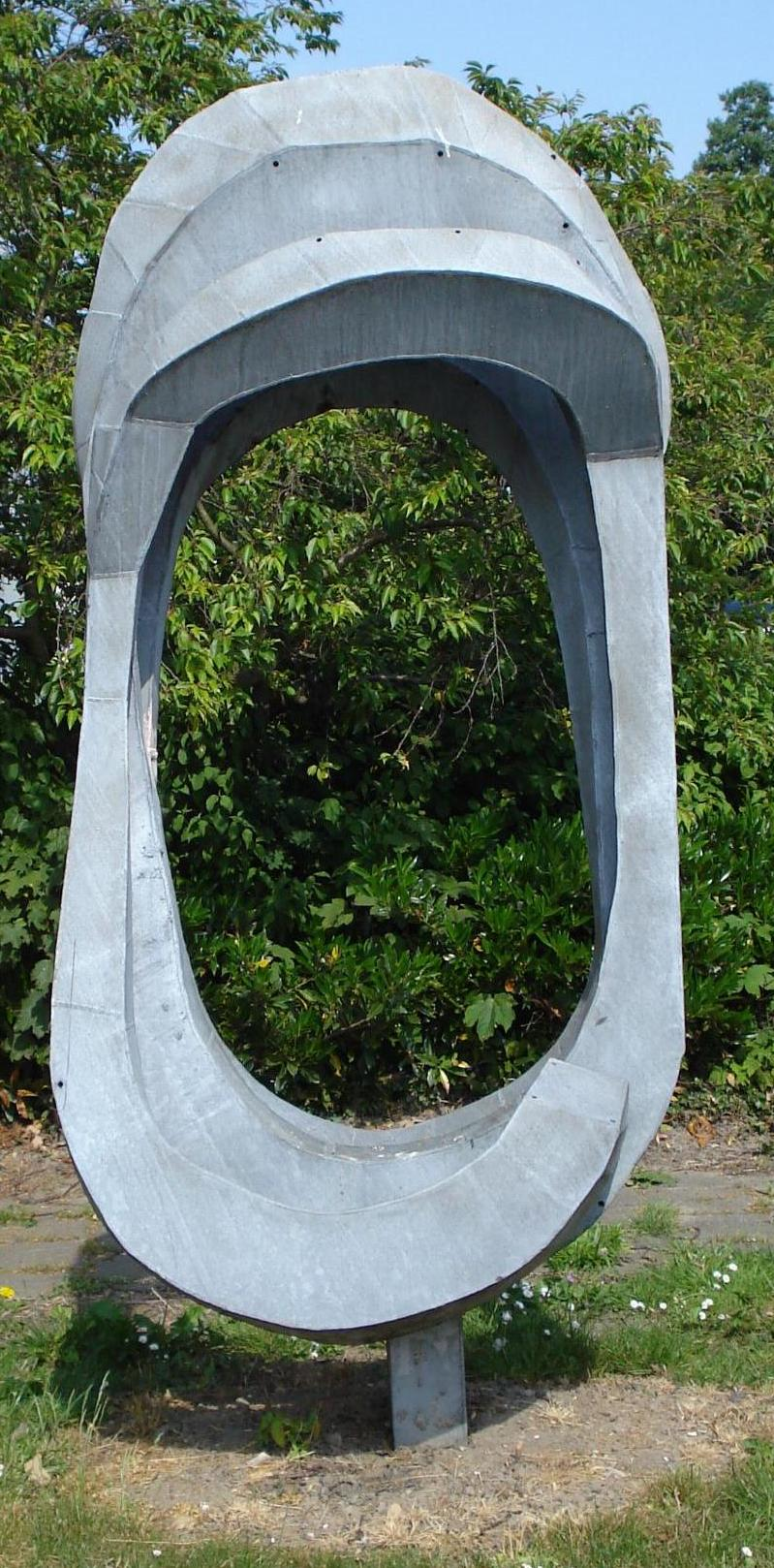
De lus, Zwijndrecht
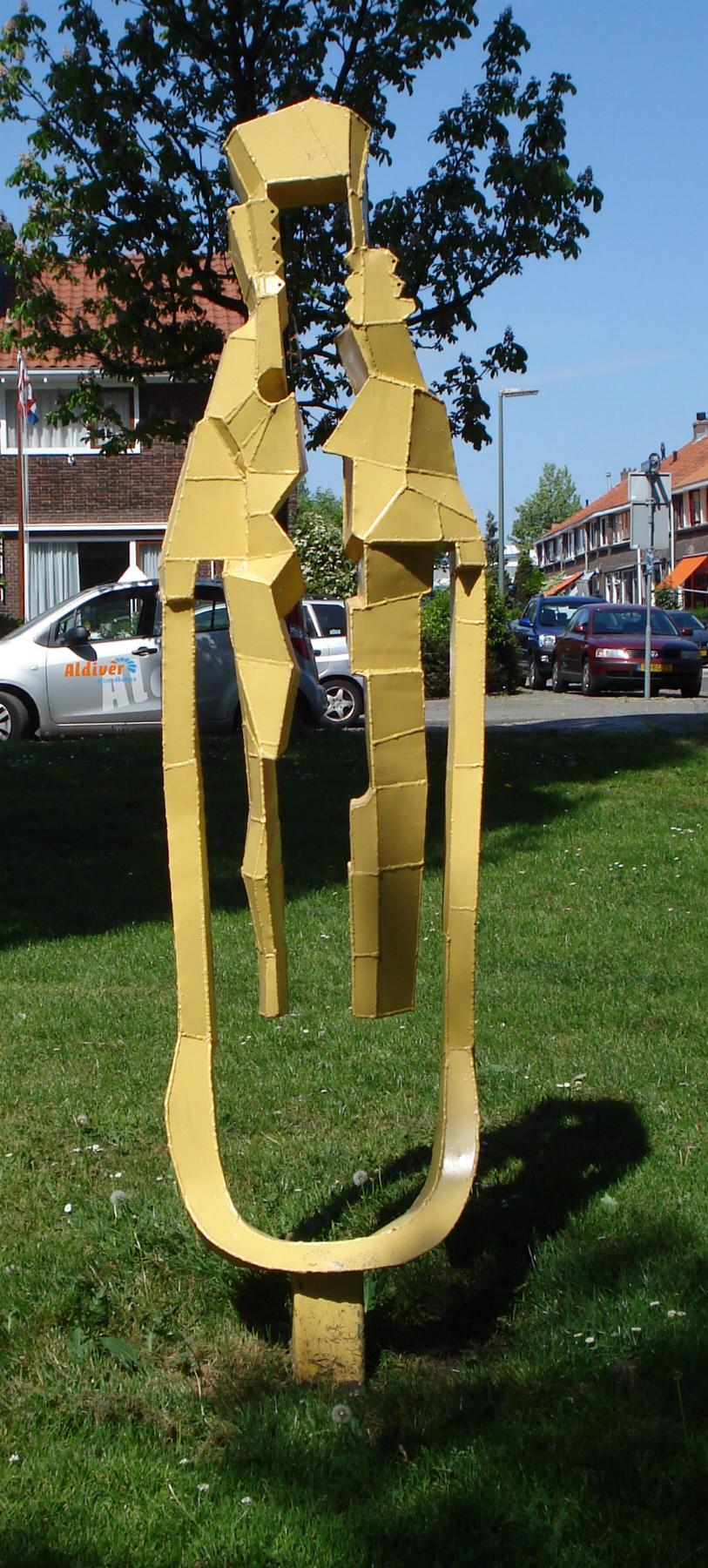
Touwspringen (1976), Dordrecht
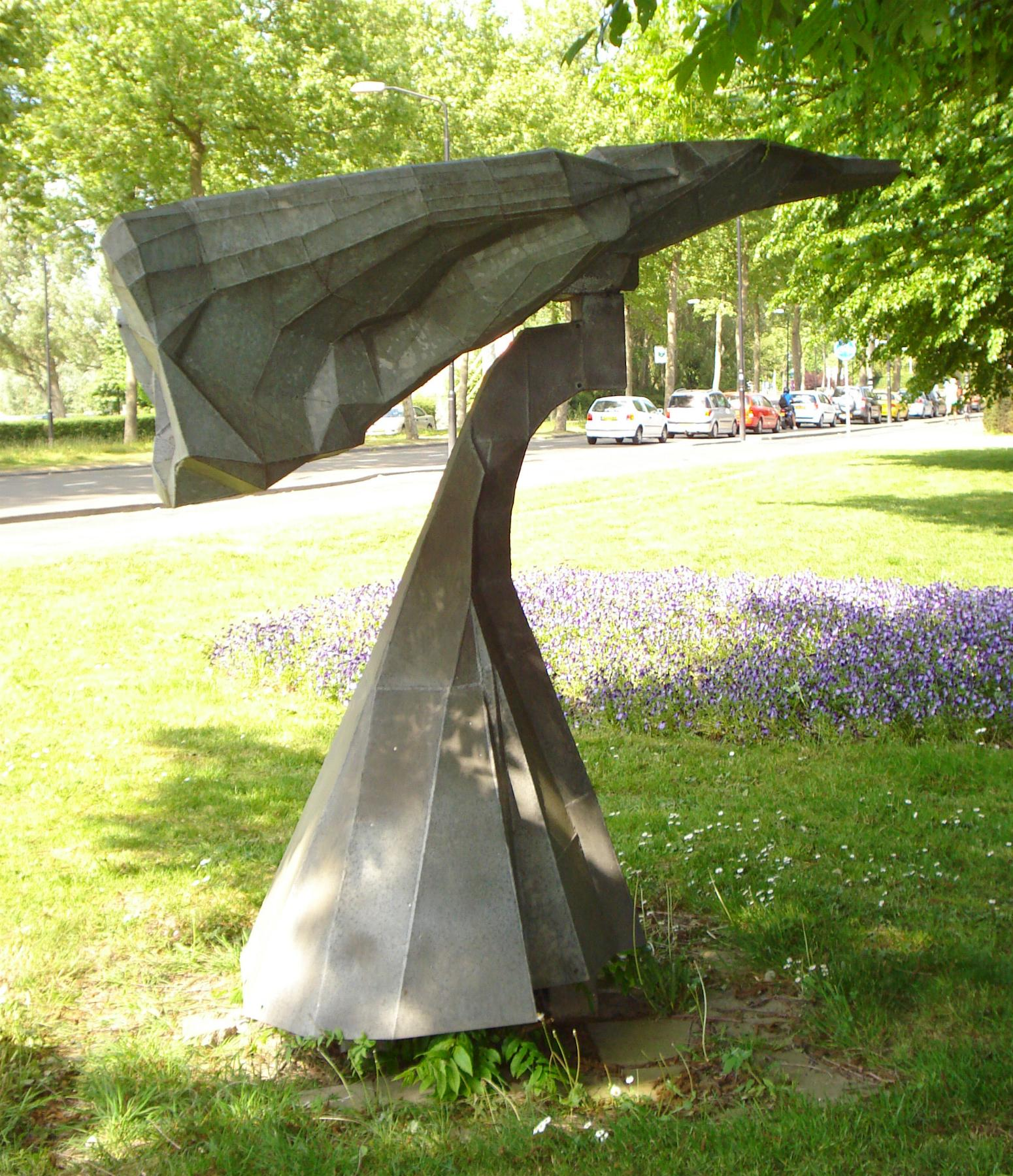
Vogel (1983), Dordrecht
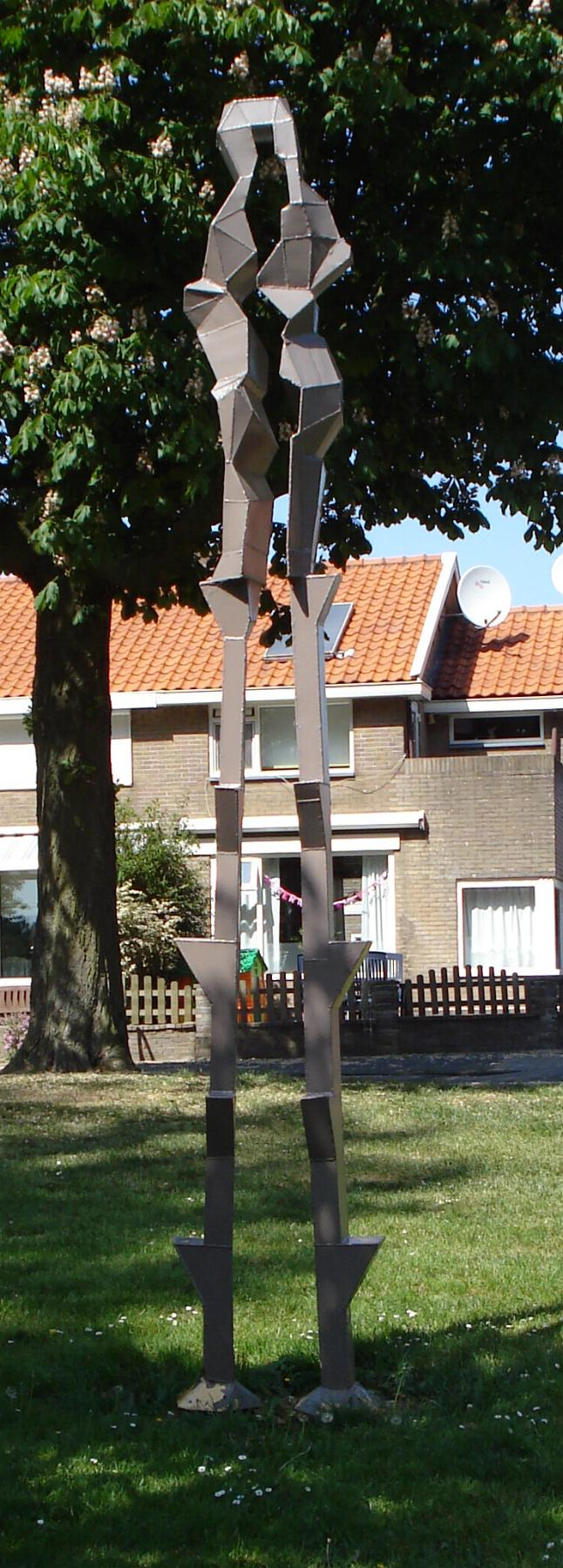
Steltloper (1983), Dordrecht
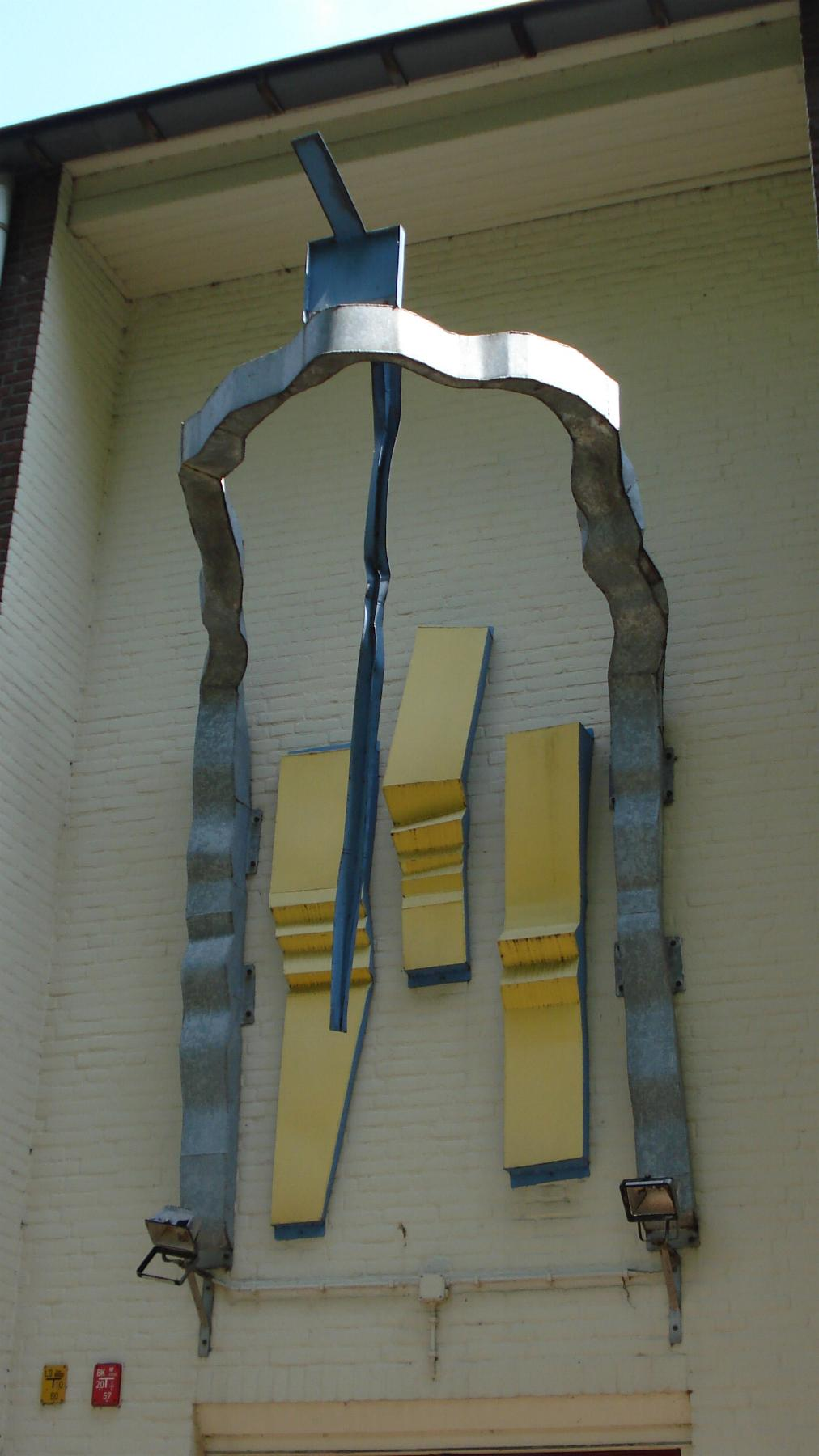
Zonder titel (1988), Dordrecht

- RKD-Nederlands Instituut voor Kunstgeschiedenis: 34638